# Nick Fury
Đại tá Nicholas Joseph "Nick" Fury là nhân vật siêu anh hùng hư cấu xuất hiện trong sách truyện tranh Mỹ, được phát hành bởi Marvel Comics. Nhân vật được tạo ra bởi Jack Kirby và Stan Lee, và là một trong những "đứa con tinh thần" của hai họa sĩ, Fury xuất hiện lần đầu tiên trong Sgt. Fury and his Howling Commandos #1 (tháng 5 năm 1963), một truyện tranh trong chuỗi series về Thế chiến II miêu tả một người đàn ông hút xì gà với tư cách là thủ lĩnh của một đơn vị Biệt động quân Hoa Kỳ tinh nhuệ. Nick Fury vốn dĩ là một đặc vụ CIA và sau trở thành người đứng đầu cơ quan tình báo S.H.I.E.L.D - nơi chuyên đảm trách việc giữ gìn hòa bình, là cầu nối giữa chính phủ với các siêu anh hùng.
Năm 2011, Fury xếp thứ 33 trong danh sách Top 100 Anh hùng trong truyện tranh theo tạp chí IGN, và xếp thứ 32 trong "The Top 50 Avengers". Đôi khi ông được xem là nhân vật phản diện.
Nick Fury là vị thủ lĩnh huyền thoại của tổ chức gìn giữ hoà bình Quốc tế S.H.I.E.L.D.

## Ngoài truyện tranh
Trong Vũ trụ Điện ảnh Marvel, Nick Fury được tài tử da màu Samuel L. Jackson thủ vai.